# Politique commerciale de la seconde administration Trump

Carte des pays par les droits de douane totaux confirmés actuels. Cette carte peut être mise à jour à tout moment. Dernière mise à jour le 1er août 2025
50 % ou plus
40 % – 49 %
30 % – 39 %
20 % – 29 %
10 % – 19 %
Les États-Unis/Exempt

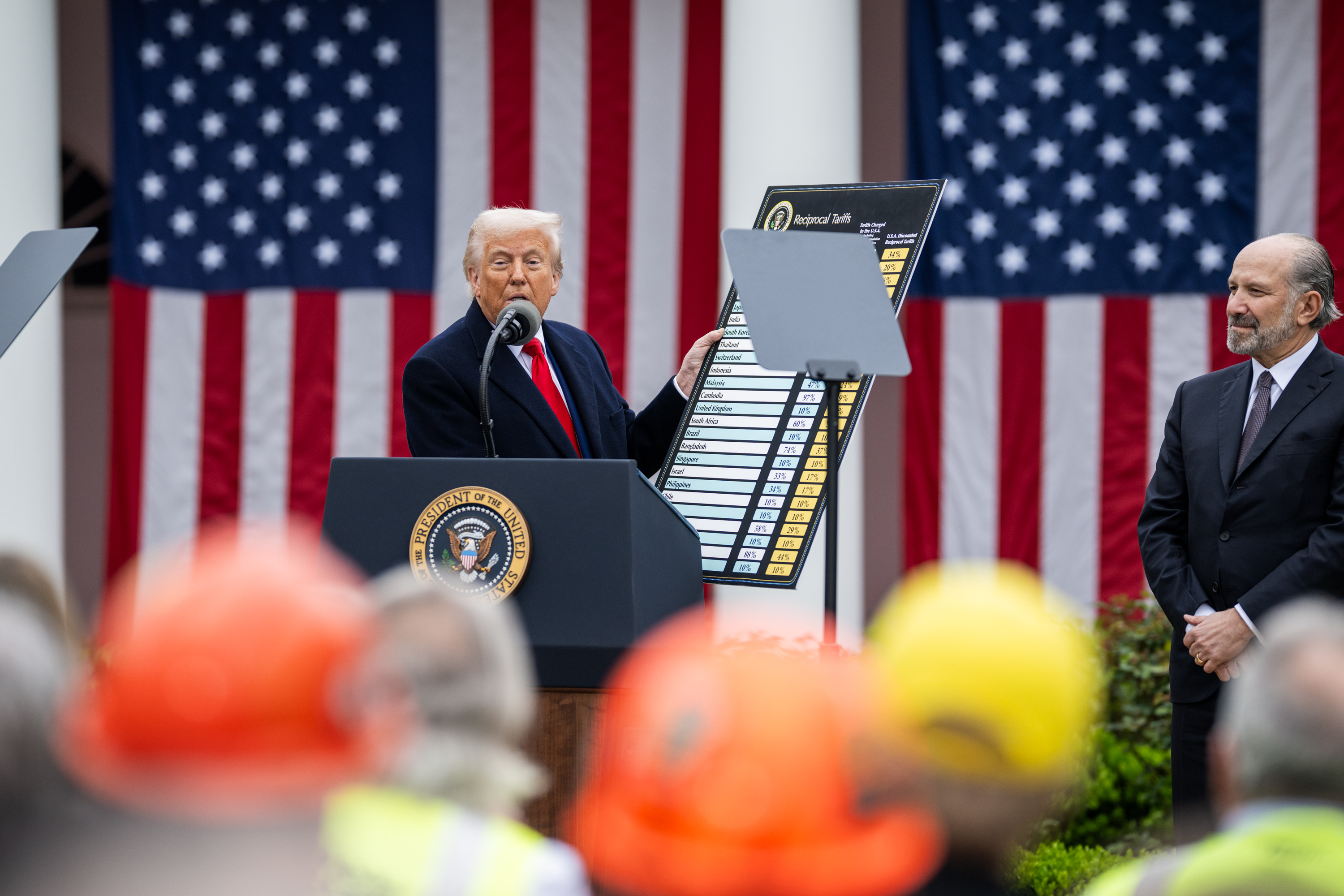
Le président Donald Trump annonçant les taxes supplémentaires imposées aux pays étrangers le 3 avril 2025.

La politique commerciale de la seconde administration Trump est ouvertement protectionniste. Donald Trump annonce début 2025 une série de droits de douane élevés sur presque tous les biens importés aux États-Unis d'Amérique. En avril 2025, les droits de douane moyens pondérés des États-Unis sont passés de 2 % à environ 24 %, soit le niveau le plus élevé depuis plus d'un siècle, y compris sous le Smoot–Hawley Tariff Act de 1930,.
Trump intensifie la guerre commerciale sino-américaine alors en cours, augmentant les droits de douane de base sur les importations chinoises à 54 % après le 9 avril 2025. Il lance également une nouvelle guerre commerciale avec le Canada et le Mexique en imposant un tarif de 25 % sur la plupart des marchandises en provenance de ces pays, bien qu'il ait par la suite accordé des exemptions indéfinies pour les marchandises conformes à l'Accord Canada–États-Unis–Mexique. Trump présente ces actions comme un moyen de sanctionner les pays responsables du trafic de drogue et de l'immigration illégale aux États-Unis d'Amérique, tout en soutenant la production américaine,. Il impose des droits de douane de 25 % sur les importations d'acier, d'aluminium et de produits automobiles de tous les pays.
Le 2 avril 2025, jour qu'il qualifie de « Jour de la Libération », Trump signe un décret imposant des droits de douane minimum de 10 % sur toutes les importations américaines, avec quelques exceptions. Les importations en provenance de 57 pays et entités seront soumises à des droits de douane plus élevés, allant de 11 % à 50 %. Les droits de douane généraux sont entrés en vigueur le 5 avril 2025. Ces « droits de douane réciproques » controversés,,, provoquent des représailles de la part de certains partenaires commerciaux et déclenchent le krach boursier d'avril 2025,. Selon l'administration Trump, les déficits commerciaux sont considérés comme strictement néfastes et doivent être éliminés. 
Les économistes cités par l'administration soutiennent que leurs recherches ont été mal interprétées, décrivant la formule et les objectifs de l'administration comme trop simplistes et illogiques. Les nouveaux droits de douane contribuent à la baisse des projections de croissance du PIB de la Réserve fédérale et de l'OCDE, ainsi qu'à l'augmentation des risques de récession.
À la différence de cette politique commerciale de la première administration Trump, la deuxième donne lieu à des droits de douane instaurés très tôt au début du mandat, aux taux élevés et s'appliquant à la quasi-totalité du globe.

## Contexte
Depuis les années 1980, Trump prône les droits de douane à l'importation comme outil de régulation du commerce et de représailles contre les nations étrangères qui, selon lui, désavantagent les Américains.
Lors de la campagne pour l'élection présidentielle américaine de 2024, les augmentations massives des droits de douane font pleinement partie du programme économique de Donald Trump, et sont notamment critiquées par un grand nombre d'économistes récompensés par un prix Nobel d'économie,.
Trump déclare en 2025 que les pays étrangers allaient payer ses nouveaux droits de douane, mais les droits de douane américains sont des frais payés par les consommateurs et les entreprises américains, soit directement, soit sous forme d'augmentation des prix,,,. Peu après sa réélection, Trump reconnait que les nouveaux droits de douane pourraient causer « quelques souffrances » aux Américains, mais insiste sur le fait que « tout cela vaudra le prix à payer ».

### Droits de douane de février à mars 2025
Quelques jours après l'investiture pour son deuxième mandat, Donald Trump annonce la mise en place pour le 1er février 2025 de droits de douane de 25 % sur les importations venant du Canada et du Mexique et de 10 % supplémentaires sur les importations venant de Chine. À la suite de l'instauration de ces droits de douane, le Canada annonce mettre en place des droits de douane similaires de 25 % sur les importations venant des États-Unis. Quelques jours après cette annonce, l'augmentation annoncée de 25 % de droits de douane par Donald Trump sur les importations provenant du Canada et du Mexique est suspendue pour une durée d'un mois, à la suite d'un accord pour renforcer les contrôles à la frontière notamment entre le Mexique et les États-Unis sur les armes et le trafic de drogue.
Toujours en février 2025, Donald Trump annonce la mise en place de droits de douane de 25 % supplémentaires sur toutes les importations d'acier et d'aluminium, pour une mise en place à une date indéterminée. Puis quelques jours après, Donald Trump annonce la mise en place de droits de douane « réciproques » sur l'ensemble des catégories de produits de l'ensemble des autres pays, cela induisant notamment la suppression de tout droit de douane différencié pour les pays émergents et les pays les moins avancés comme le Système généralisé de préférences ou ceux de l'African Growth and Opportunity Act. Donald Trump annonce le 26 février la mise en place d'un taux de 25 % de droits de douane sur les importations venant de l'Union européenne.
Début mars 2025, Donald Trump met en place l'augmentation de droits de douane de 25 % sur les importations venant du Mexique et du Canada et de 10 % sur les importations venant de Chine, avant de les suspendre pour un mois à nouveau peu de temps après, sauf pour les droits de douane concernant les importations chinoises. En parallèle, le Premier ministre de l'Ontario, Doug Ford annonce mettre en place des droits de douane sur les exportations d'électricité canadienne vers les États-Unis, mais Donald Trump répond à cela par une nouvelle augmentation sur les importations d'acier et d'aluminium canadiens pour les faire passer de 25 % à 50 %, avant que les deux parties se rétractent sur leur augmentation de droits de douane, en premier Doug Ford, puis Donald Trump. En parallèle, Donald Trump annonce des droits de douane sur les pièces automobiles venant du Canada et la mise en place d'un procédure de visa pour les Canadiens souhaitant résider plus de 30 jours aux États-Unis, visa qui doit inclure la prise des empreintes digitales. Le 4 et 13 mars, le Canada adopte des droits de douanes de 25 % sur certaines produits américains (acier et d'aluminium, le jus d’orange, la viande, l'électroménager), en réponse à ceux de Donald Trump.
Toujours en mars 2025, l'Union européenne annonce mettre en place pour le 1er avril 2025 des droits de douane sur les bateaux, les motos et certains spiritueux venant des États-Unis. Dès le lendemain, Donald Trump menace de mettre en place des droits de douane de l'ordre de 200 % sur l'ensemble des boissons alcoolisées européennes. Encore en mars 2025, Donald Trump décide de la mise en place pour le 2 avril 2025 d'une augmentation de droits de douane de 25 % sur l'ensemble des importations d'automobiles ou de pièces automobiles, quel que soit le pays d'origine,.

### Droits de douane d'avril 2025
| Pays (ou territoire)                     | Taux |
| ---------------------------------------- | ---- |
| Chine                                    | 34 % |
| Union européenne                         | 20 % |
| Vietnam                                  | 46 % |
| Taïwan                                   | 32 % |
| Japon                                    | 24 % |
| Inde                                     | 26 % |
| Corée du Sud                             | 25 % |
| Thaïlande                                | 36 % |
| Suisse                                   | 31 % |
| Indonésie                                | 32 % |
| Malaisie                                 | 24 % |
| Cambodge                                 | 49 % |
| Royaume-Uni                              | 10 % |
| Afrique du Sud                           | 30 % |
| Brésil                                   | 10 % |
| Bangladesh                               | 37 % |
| Singapour                                | 10 % |
| Israël                                   | 17 % |
| Philippines                              | 17 % |
| Chili                                    | 10 % |
| Australie                                | 10 % |
| Pakistan                                 | 29 % |
| Turquie                                  | 10 % |
| Sri Lanka                                | 44 % |
| Colombie                                 | 10 % |
| Pérou                                    | 10 % |
| Nicaragua                                | 18 % |
| Norvège                                  | 15 % |
| Costa Rica                               | 10 % |
| Jordanie                                 | 20 % |
| République dominicaine                   | 10 % |
| Émirats arabes unis                      | 10 % |
| Nouvelle-Zélande                         | 10 % |
| Argentine                                | 10 % |
| Équateur                                 | 10 % |
| Guatemala                                | 10 % |
| Honduras                                 | 10 % |
| Madagascar                               | 47 % |
| Birmanie                                 | 44 % |
| Tunisie                                  | 28 % |
| Kazakhstan                               | 27 % |
| Serbie                                   | 37 % |
| Égypte                                   | 10 % |
| Arabie saoudite                          | 10 % |
| Salvador                                 | 10 % |
| Côte d'Ivoire                            | 21 % |
| Laos                                     | 48 % |
| Botswana                                 | 37 % |
| Trinité-et-Tobago                        | 10 % |
| Maroc                                    | 10 % |
| Papouasie-Nouvelle-Guinée                | 10 % |
| Malawi                                   | 17 % |
| Liberia                                  | 10 % |
| Îles Vierges britanniques                | 10 % |
| Afghanistan                              | 10 % |
| Zimbabwe                                 | 18 % |
| Bénin                                    | 10 % |
| Barbade                                  | 10 % |
| Monaco                                   | 10 % |
| Syrie                                    | 41 % |
| Ouzbékistan                              | 10 % |
| République du Congo                      | 10 % |
| Djibouti                                 | 10 % |
| Polynésie française                      | 10 % |
| Îles Caïmans                             | 10 % |
| Kosovo                                   | 10 % |
| Curaçao                                  | 10 % |
| Vanuatu                                  | 22 % |
| Rwanda                                   | 10 % |
| Sierra Leone                             | 10 % |
| Mongolie                                 | 10 % |
| Saint-Marin                              | 10 % |
| Antigua-et-Barbuda                       | 10 % |
| Bermudes                                 | 10 % |
| Eswatini                                 | 10 % |
| Îles Marshall                            | 10 % |
| Saint-Pierre-et-Miquelon                 | 10 % |
| Saint-Christophe-et-Niévès               | 10 % |
| Turkménistan                             | 10 % |
| Grenade                                  | 10 % |
| Soudan                                   | 10 % |
| Îles Turques-et-Caïques                  | 10 % |
| Aruba                                    | 10 % |
| Monténégro                               | 10 % |
| Sainte-Hélène                            | 10 % |
| Kirghizistan                             | 10 % |
| Yémen                                    | 10 % |
| Saint-Vincent-et-les-Grenadines          | 10 % |
| Niger                                    | 10 % |
| Sainte-Lucie                             | 10 % |
| Nauru                                    | 30 % |
| Guinée équatoriale                       | 13 % |
| Iran                                     | 10 % |
| Libye                                    | 31 % |
| Samoa                                    | 10 % |
| Guinée                                   | 10 % |
| Timor oriental                           | 10 % |
| Montserrat                               | 10 % |
| Tchad                                    | 13 % |
| Mali                                     | 10 % |
| Algérie                                  | 30 % |
| Oman                                     | 10 % |
| Uruguay                                  | 10 % |
| Bahamas                                  | 10 % |
| Lesotho                                  | 50 % |
| Ukraine                                  | 10 % |
| Bahreïn                                  | 10 % |
| Qatar                                    | 10 % |
| Maurice                                  | 40 % |
| Fidji                                    | 32 % |
| Islande                                  | 10 % |
| Kenya                                    | 10 % |
| Liechtenstein                            | 37 % |
| Guyana                                   | 38 % |
| Haïti                                    | 10 % |
| Bosnie-Herzégovine                       | 35 % |
| Nigeria                                  | 14 % |
| Namibie                                  | 21 % |
| Brunei                                   | 24 % |
| Bolivie                                  | 10 % |
| Panama                                   | 10 % |
| Venezuela                                | 15 % |
| Macédoine du Nord                        | 33 % |
| Éthiopie                                 | 10 % |
| Ghana                                    | 10 % |
| Moldavie                                 | 31 % |
| Angola                                   | 32 % |
| République démocratique du Congo         | 11 % |
| Jamaïque                                 | 10 % |
| Mozambique                               | 16 % |
| Paraguay                                 | 10 % |
| Zambie                                   | 17 % |
| Liban                                    | 10 % |
| Tanzanie                                 | 10 % |
| Irak                                     | 39 % |
| Géorgie                                  | 10 % |
| Sénégal                                  | 10 % |
| Azerbaïdjan                              | 10 % |
| Cameroun                                 | 11 % |
| Ouganda                                  | 10 % |
| Albanie                                  | 10 % |
| Arménie                                  | 10 % |
| Népal                                    | 10 % |
| Saint-Martin                             | 10 % |
| Îles Malouines                           | 41 % |
| Gabon                                    | 10 % |
| Koweït                                   | 10 % |
| Togo                                     | 10 % |
| Suriname                                 | 10 % |
| Belize                                   | 10 % |
| Maldives                                 | 10 % |
| Tadjikistan                              | 10 % |
| Cap-Vert                                 | 10 % |
| Burundi                                  | 10 % |
| Guadeloupe                               | 10 % |
| Bhoutan                                  | 10 % |
| Martinique                               | 10 % |
| Tonga                                    | 10 % |
| Mauritanie                               | 10 % |
| Dominique                                | 10 % |
| États fédérés de Micronésie              | 10 % |
| Gambie                                   | 10 % |
| Guyane                                   | 10 % |
| Île Christmas                            | 10 % |
| Andorre                                  | 10 % |
| République centrafricaine                | 10 % |
| Îles Salomon                             | 10 % |
| Mayotte                                  | 10 % |
| Anguilla                                 | 10 % |
| Îles Cocos                               | 10 % |
| Érythrée                                 | 10 % |
| Îles Cook                                | 10 % |
| Soudan du Sud                            | 10 % |
| Comores                                  | 10 % |
| Kiribati                                 | 10 % |
| Sao Tomé-et-Principe                     | 10 % |
| Île Norfolk                              | 29 % |
| Gibraltar                                | 10 % |
| Tuvalu                                   | 10 % |
| Territoire britannique de l'océan Indien | 10 % |
| Tokelau                                  | 10 % |
| Guinée-Bissau                            | 10 % |
| Svalbard et Jan Mayen                    | 10 % |
| Îles Heard-et-MacDonald                  | 10 % |
| La Réunion                               | 10 % |

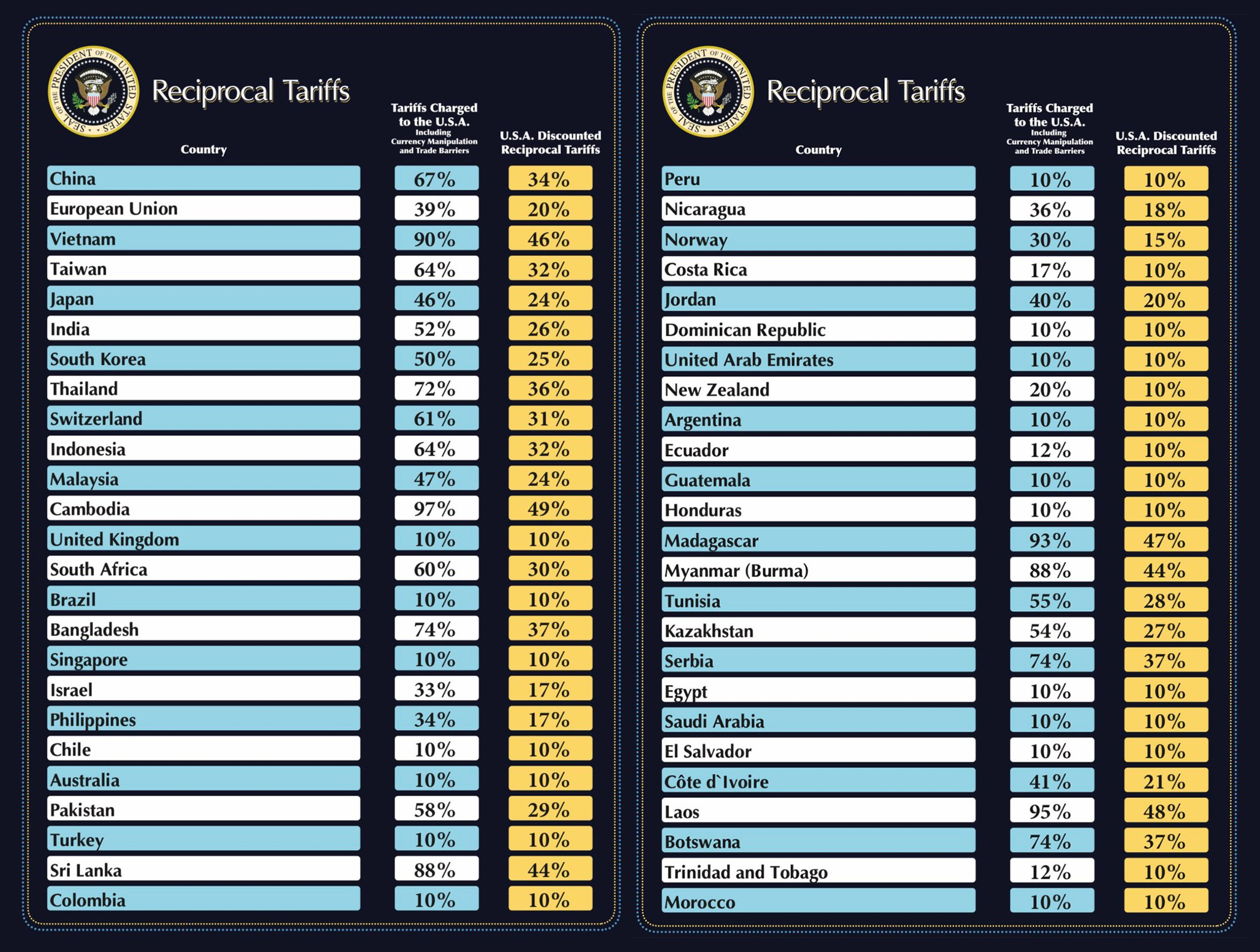
Tableau des Reciprocal tariffs décrétés le 3 avril 2025. La colonne Tariffs Charged to the U.S.A est mensongère ou erronée, les taux de cette colonne sont basés sur le déficit commercial des États-Unis.

Carte des Reciprocal tariffs décrétés le 3 avril 2025.

Le 2 avril 2025, Donald Trump annonce mettre en place pour le 5 avril 2025 des droits de douane de 10 % sur quasiment tous les pays exportant vers les États-Unis,. Le même jour, il annonce mettre en place des droits de douane encore plus élevés pour les pays qui ont un excédent commercial avec les États-Unis, qui s’ajoutent parfois à des droits de douane précédemment annoncés. Ainsi, entre la fin 2024 et avril 2025, la moyenne des droits de douane des États-Unis est passée de 2,5 % à 22 %, un niveau jamais atteint depuis plus d’un siècle. Les droits de douane des importations venant de Chine sont passés à 54 %, ceux du Viêt-Nam à 46 %, ceux de la Thaïlande à 36 %, ceux de l’Inde à 26 %, ceux de la Corée du Sud à 25 %, ceux du Japon à 24 %, ceux de l’Union européenne à 20 %, etc. Le Canada et le Mexique reçoivent uniquement une augmentation des droits de douane de 12 % sur les produits qui ne sont pas inclus dans l'Accord Canada–États-Unis–Mexique, c'est-à-dire les biens produits à moins 25 % en dehors d'Amérique du Nord, auxquels s'ajoutent tout de même les augmentations de droits de douanes déjà annoncées sur les biens produits dans ces deux pays sur le secteur de l'automobile, de l'acier et de l'aluminium. La Russie, Cuba, la Corée du Nord et la Biélorussie ne sont pas concernées par cette augmentation des droits de douane, exemptions justifiées par les sanctions économiques mises en place précédemment par les États-Unis contre ces pays. Mais dans le même temps, la Syrie toujours sous de nombreuses sanctions a eu une augmentation de 41 % des droits de douane. Les îles Heard-et-MacDonald, malgré l'absence d'activité économique ou d'habitants, se voient d'imposer des tarifs douaniers à hauteur de 10% à l'encontre de ce territoire australien situé au sud des îles Kerguelen.
Les colis postaux ayant une faible valeur seront également concernés par ces droits de douane alors que les colis ayant une valeur de moins de 800 dollars étaient auparavant exemptés,. À l'inverse, un certain nombre de produits sont exclus de ces augmentations des droits de douane comme les semi-conducteurs, le pétrole, les produits pharmaceutiques, le cuivre, etc.,. Les droits de douane « réciproques » ne sont pas basés sur les droits de douane étrangers réels (OMC : Chine 7,3 %, UE 5,2 %), mais probablement, sur le rapport entre le déficit commercial et les importations (par exemple, pour la Chine : 279 milliards de dollars / 427 milliards de dollars = 65 %).
En réponse, la Chine annonce la mise en place de droits de douane de 34 % supplémentaires sur les importations venant des États-Unis. Il s'agit de taux identiques à ceux annoncés par les États-Unis peu avant. La Chine interdit également l'exportation de sept types de terres rares vers les États-Unis, interdit l'importation de sorgho et de volailles venant de certaines entreprises américaines, interdit à 11 entreprises américaines de défense de son territoire, met en place une enquête anti-monopole sur l'imagerie médicale.
Le marché boursier américain subit en conséquence une forte baisse, entraînant d'autres places dans un mécanisme décrit par certains observateurs comme un krach boursier.
Le 7 avril, Donald Trump annonce, en réponse aux droits de douane chinois de 34 %, une augmentation supplémentaire de 50 % des droits de douane américains sur les biens chinois, pour un total de droits de douane de 104 %, pour une mise en place le 9 avril. En parallèle, le Canada annonce une nouvelle réponse avec la mise en place de droits de douane, identiques à ceux de Donald Trump, de 25 % sur l'automobile américaine dont moins de 75 % des pièces sont produites en Amérique du Nord.
Finalement le 9 avril, Donald Trump annonce suspendre pour 90 jours l'augmentation des droits de douane pour les pays ayant un excédent commercial avec les États-Unis, qui restent à une augmentation de 10 %. Donald Trump fait cependant une exception pour la Chine, qui est l'objet d'une nouvelle augmentation des droits de douane pour atteindre au cumulé 145 % des droits de douane,. En réponse, le 11 avril, la Chine porte ses droits de douane sur les biens américains à 125 %.
Le 13 avril, Donald Trump annonce que le secteur de l'électronique — incluant notamment les semiconducteurs, les ordinateurs et les smartphones — est exempté de droits de douane pour tous les pays (exception faite de la Chine, qui garde un taux de droits de douane de 20 % sur ces produits) avec effet rétroactif depuis le 5 avril. L'électronique est l'un des secteurs où les États-Unis importent le plus de biens depuis la Chine. Toujours en avril, des droits de douane de plusieurs milliers de pourcents sont mis en place sur les panneaux solaires venant de plusieurs pays d'Asie du Sud-Est, au motif qu'ils seraient des exportations chinoises qui auraient transité dans ces pays pour échapper aux droits de douane sur les panneaux solaires chinois.
Fin avril 2025, la fin de la franchise sur les importations de faible valeur se termine, induisant une forte hausse des prix pour les Américains sur les plateformes comme Temu ou Shein.

### Débats et blocage judiciaire en mai 2025
Début mai 2025, Donald Trump annonce vouloir mettre des droits de douane de près de 100 % sur l'ensemble des films produits à l'étranger. Le 12 mai, après des négociations à Genève, la Chine et les États-Unis annoncent une suspension pendant 90 jours de leurs droits de douane respectifs imposés en avril,. En mai 2025, les droits de douane américains sur les automobiles produites au Mexique passent de 25 % à 15 % (sauf pour les pièces sans droits de douane en vertu Accord Canada–États-Unis–Mexique). 
Le 28 mai, le Tribunal de commerce international des États-Unis suspend une large partie des droits de douane mis en place par Donald Trump, car il estime que l'International Emergency Economic Powers Act ne peut être invoqué pour cela et que, par conséquent, la mise en place de ces droits de douane ne relève pas des prérogatives du président mais du Congrès. Le premier article de la Constitution indique que les droits de douane relèvent du Congrès mais ce dernier a délégué une partie de ce pouvoir au président à travers plusieurs lois. Le lendemain, une cour d'appel suspend la décision, permettant aux droits de douane de rester en vigueur pendant l'examen de l'affaire[réf. nécessaire]. En parallèle, Donald Trump double les droits de douane sur l'acier et l'aluminium pour les porter de 25 % à 50 %,.
En mai 2025, le Royaume-Uni et les États-Unis signent un accord de libre-échange applicable le 30 juin, qui réduit l'augmentation des droits de douane sur les exportations de voitures britanniques vers les États-Unis, la passant de 27 % à 10 %, avec cependant un quota, alors que dans le secteur aérospatial voit ses droits de douane passer d'une augmentation de 10 % à 0 %, en échange d'une augmentation des quotas d'éthanol et de viandes de bœuf américains pouvant être exportés vers le Royaume-Uni sans droit de douane mais devant respecter les normes sanitaires et phytosanitaires britanniques.

### Droits de douane et accords en juillet et août 2025
En juillet 2025, Donald Trump annonce la remise en place pour le 1er août d'une grande partie des droits de douane annoncés en avril 2025. Ainsi, il annonce une augmentation des droits de douane à 20 % sur les produits venants des Philippines, 25 % pour le Brunei, la Corée du Sud, la Tunisie, la Malaisie et la Moldavie, de 30 % pour la Bosnie-Herzégovine, le Sri Lanka, l'Afrique du Sud, l'Algérie, l'Irak et la Libye, de 32 % pour l'Indonésie, de 35 % pour la Serbie et le Bengladesh, de 36 % pour la Thaïlande et le Cambodge, de 40 % pour le Laos et de Birmanie,. Il annonce également des droits de douane de 25 % pour le Japon, de 35 % pour le Canada et 50 % pour le Brésil. En parallèle, Donald Trump annonce des droits de douane de 50 % sur toutes les importations de cuivre, peu importe le pays exportateur. Il annonce également des droits de douane de 30 % pour l'Union européenne (similaires à ceux présentés en avril 2025 avec 20 % + 10 %) et le Mexique.
Quelques jours après, les États-Unis et l'Indonésie signent un accord de libre-échange passant l'augmentation des droits de douane pour les exportations indonésiennes vers les États-Unis de 32 % à 19 % contre la promesse d'achats importants par l'Indonésie de produits américains notamment agricoles, énergiques ainsi que 50 avions de Boeing. Toujours en juillet 2025, les États-Unis concluent un accord avec le Japon pour limiter l'augmentation de leurs droits de douane à 15 % au lieu de 25 % en échange de promesses d'investissements japonais aux États-Unis et d'achats de denrées américaines (notamment des avions Boeing, du riz et du bioéthanol). Dans le même temps, les États-Unis concluent un accord avec l'Union européenne pour aussi limiter l'augmentation de leurs droits de douane à 15 % contre la promesse d'investissements européens aux États-Unis et d'achats de denrées américaines notamment énergétiques. Les montants de ces promesses d'achat sont jugés totalement irréalistes et hors des compétences de l'Union européenne car relevant d'entreprises privées. Et toujours en juillet, les États-Unis signent un accord avec la Corée du Sud pour limiter l'augmentation de leurs droits de douane à 15 % au lieu de 25 %, encore une fois contre la promesse d'investissements et de gaz naturel américains de l'ordre de plusieurs centaines de milliards de dollars. 
Finalement, les États-Unis présentent les différents augmentations de droits de douane devant être mise en place en août 2025. Le Canada est touché par une augmentation à 35 % des droits de douane, toujours en dehors des produits concernés par l'Accord Canada–États-Unis–Mexique (qui concerne la très grande majorité des produits). La Suisse est touchée par des droits de douane de 39 %, qui ne touche pas les secteurs pharmaceutique et aurifère, pourtant principaux secteurs exportateurs suisses vers les États-Unis,. Le Brésil est lui touché par des droits de douane de 50 %, utilisés par Trump pour faire pression autour de la question judicaire de Jair Bolsonaro ; cependant un certain nombre de produits sont exclus de ces droits de douane. Enfin, l'Afrique du Sud est touchée par des droits de douane de 30 %, augmentation qui exclut le secteur minier qui est le principal secteur exportateur sud-africain vers les États-Unis. En août 2025, l'OMC calcule que le taux moyen de droits de douane des États-Unis est monté à 20,1 % contre 2,4 % en janvier 2025.